# Skałotocz
Skałotocz (Pholas dactylus) – gatunek jadalnego małża z rodziny skałotoczowatych (Pholadidae), występujący w morzach u wybrzeży Europy.
Ma owalną, wydłużoną muszlę o średnicy do 8 cm (11 cm). Za pomocą przyssawki na nodze przyczepia się do miękkich skał (np. wapieni) lub drewna i wykonując obrót całego ciała drąży w podłożu tunele przednim końcem muszli. Ze względu na daktylowaty kształt muszli nazywany jest daktylem morskim. Połówki muszli mają koncentryczne, łuskowate fałdy. W okolicy zamka, jej brzeg jest wywinięty, wzniesiony. Apofiza długa, poniżej szczytu.